# Theodor von Lüttichau
Philipp Theodor Graf von Lüttichau (* 12. Juni 1795 in Braunschweig; † 11. September 1867 in Glion) war ein preußischer Generalleutnant.

## Leben

### Herkunft
Theodor war ein Sohn von Christian von Lüttichau (1748–1805) und dessen Ehefrau Katharina, geborene von Benzon (1760–1828). Sein Vater war braunschweigischer Etatsrat, preußischer Gesandter beim niedersächsischen Reichskreis und wurde am 23. November 1791 zum Reichsgrafen erhoben.

### Militärkarriere
Lüttichau besuchte das Berliner Kadettenhaus und wurde anschließend Mitte Mai 1812 als Portepeefähnrich dem Leib-Infanterie-Regiment der Preußischen Armee überwiesen. Im Feldzug gegen Russland kämpfte er 1812 in den Gefechten bei Eckau, Tomoscna, Mesothen und Wollgund. 
In den folgenden Befreiungskriegen nahm Lüttichau an den Schlachten bei Bautzen, an der Katzbach, Leipzig und Chateau-Thierry, wo er in Gefangenschaft geriet. Zuvor befand er sich in den Gefechten von Lindau, Königswartha, Siegersdorf, Löwenberg, Bunzlau, Montmirail, Saint Germain und Chatillon. Im Sommerfeldzug kämpft er 1815 in der Schlacht bei Ligny.
Nach dem Krieg wurde Lüttichau vom 1. November 1816 bis zum 31. Juli 1819 zur weiteren Ausbildung an die Allgemeine Kriegsschule kommandiert und Mitte Februar 1819 zum Premierleutnant befördert. Von 1819 bis 1821 wurde er zum Festungsbau an den Rhein kommandiert. Anschließend wurde er am 2. Januar 1824 zur Garde-Artillerie-Brigade und vom 30. Juni 1824 bis zum 1. März 1827 zum Topographischen Büro kommandiert. Nach der Rückkehr zu seinem Stammregiment avancierte Lüttichau Ende Mai 1831 zum Kapitän und Kompaniechef, stieg Anfang Februar 1840 zum Major auf und war vom 24. April 1842 bis zum 1. September 1845 Kommandeur des III. kombinierten Reserve-Bataillons. In dieser Stellung hatte er am 5. Januar 1843 das Kreuz der Ehrenlegion erhalten. Am 1. September 1845 folgte seine Rückversetzung als Bataillonskommandeur in das Leib-Infanterie-Regiment. Daran schloss sich vom 11. Juli 1848 bis zum 28. Mai 1849 eine Verwendung als Kommandeur des II. Bataillon im 8. Landwehr-Regiment in Soldin an. Anschließend beauftragte man Lüttichau mit der Führung des 28. Infanterie-Regiment und am 2. Juni 1849 mit der Führung des 35. Infanterie-Regiment, bevor er am 21. Juli 1849 zum Kommandeur dieses Regiments ernannt wurde. In dieser Stellung stieg er bis Mitte April 1851 zum Oberst und erhielt Ende Juni 1852 das Ritterkreuz des Königlichen Hausordens von Hohenzollern. Unter Beförderung zum Generalmajor wurde Lüttichau am 13. Juli 1854 Kommandeur der 1. Infanterie-Brigade in Königsberg und Mitte September 1856 mit dem Roten Adlerorden II. Klasse mit Eichenlaub ausgezeichnet. Mit dem Charakter als Generalleutnant wurde er schließlich am 14. März 1857 mit Pension zur Disposition gestellt. Am 30. März 1861 erhielt Lüttichau den Abschied mit seiner bisheriger Pension. Am 22. März 1863 wurde ihm noch der Kronenorden II. Klasse mit Stern verliehen. Er starb am 11. September 1867 in Glion und wurde am 26. Oktober 1867 auf dem Französischen Friedhof in Berlin beigesetzt.

### Familie
Lüttichau heiratete am 25. April 1859 in Kerzendorf Pauline Albertine Dortu, verwitwete Funk (* 1806). Die Ehe blieb kinderlos.

### Werk
- Erinnerungen aus dem Straßenkampfe, den das Füsilier-Bataillon 8ten Infanterie-Regiments (Leib-Infanterie-Regiment) am 18ten März 1848 in Berlin zu bestehen hatte, Digitalisat, zweite Auflage